# Promachus anceps
Promachus anceps är en tvåvingeart som beskrevs av Osten Sacken 1887. Promachus anceps ingår i släktet Promachus och familjen rovflugor. Inga underarter finns listade i Catalogue of Life.